# Віжомля (озеро)

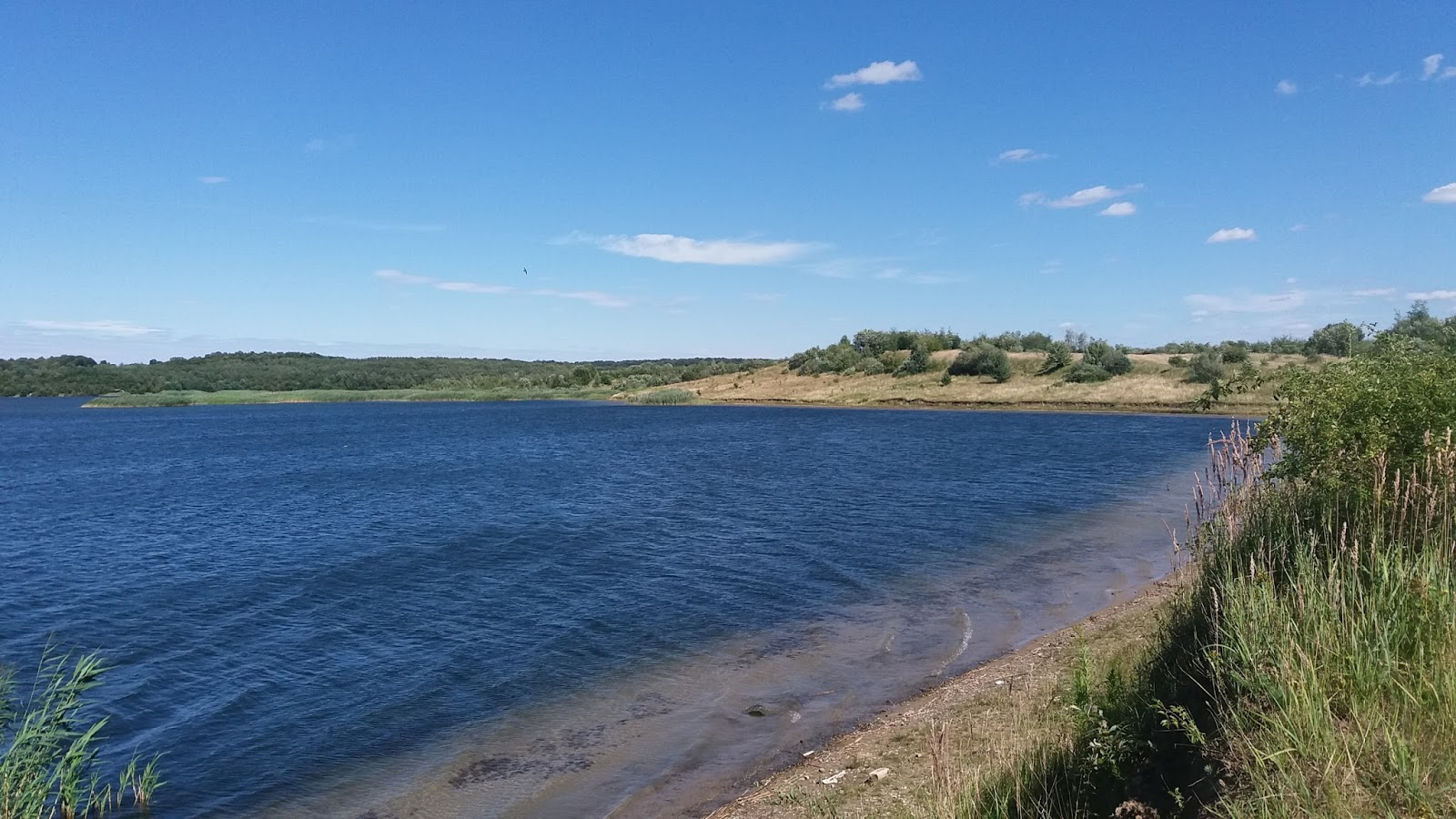
Берег Озера

Віжомля — одне з найбільших озер Львівської області, розташоване в Яворівському районі.
Прозорість води — в залежності від пори року від 1,5 — до 3-ох м. Дно водойми вкрито дрібною кропивкою, по берегах росте густий очерет.

## Історія
Технічне водосховище (хвостосховище) що належало Яворівському сірчаному комбінату. Під час роботи комбінату знесірчену пульпу перекачували сюди.

## Теперішній час
Це одне з небагатьох водосховищ Львівської області де санітарні служби дозволяють купатись, це звісно не може бути гарантією того що рибу зловлену тут можна вживати. Подейкують і про небезпеку паразитів, адже раніше тут випасали худобу. Мовляв, найчастіше вони водяться у плітці. Водойма загально користування — риболовля безкоштовна. Під час весняної нерестової заборони зазвичай ловити рибу можна на одну вудку з одним гачком у спеціально відведених місцях.

## Аналіз проб води
Результати хімічного аналізу проб води з хвостосховища Віжомля (аналізи виконані в лабораторії ГІРХІМПРОМУ)
№ проби-5-А /pH-7 / Cl-63 / HCO3-195/ SO4-1318/ K+Na-296/ Ca-388/ Mg-2/ Sr-4,8/ Сума-2300
Сірки в водосховищі мало, проте крім сірки і вапняку, в руді присутні гіпс (CaSO4*2H2O), целестин (SrSO4), баріт (BaSO4), кварц (SiO2) і глинисті мінерали: гідраргіліт (Al(OH)3), монтморилоніт, гідрослюди.